# おかしな関係
『おかしな関係』（Best Defense）は、1984年のアメリカ合衆国のコメディ映画。ウィラード・ハイク監督、ダドリー・ムーア、エディ・マーフィ出演。マーフィは「戦略的ゲスト・スター」とクレジットされている。

## ストーリー
1984年のクウェート、そこに陸軍兵として送られたT・Mランドリー中尉は、軍事テストで最新型の戦車にアリとサイードとともに乗り込み、戦車の能力を披露しようとするが、戦車は欠陥だらけで操縦が利かなくなり、テスト場から出て行ってしまう。その2年前、戦車のミサイル装置に使用されている「DYPジャイロ」の開発にかかわっていたのは、才能はないが正義感はあるワイリー・クーパーだった。
ワイリーの会社は業績不振により倒産寸前で、DYPジャイロに会社のすべてをかけていた。しかしジャイロの実験が失敗してしまい、会社にあきらめムードが漂い始めた。そんな中、バーで飲んでいたワイリーに、エンジニアのフランク・ホルツマンという男が話しかける。彼はKGBに狙われていると訴えるが、巻き込まれたくないワイリーは早々に退散しようとする。するとホルツマンは、ワイリーのかばんにデータディスクを忍ばせると、直後彼は男たちに連れ去られる。翌日会社のコンピュータでそのディスクを見ると、内容は高性能なジャイロの設計図だった。それを見た社長や同僚は、ワイリーの開発だと勘違いし、彼は会社の救世主と祭り上げられるが、同時にジェフというKGBの産業スパイに付け狙われるようになる。
一方のランドリーたちは、欠陥だらけの戦車でなんとかしてテスト場に戻ろうとするが、敵による攻撃が開始され、それに耐えながらようやく軍のもとにたどり着いた。だが、再び使い物にならない戦車で戦場に駆り出され、ランドリーたちは命の危機にさらされる。

## キャスト
| 役名                     | 俳優                       | 日本語吹替 |
| ------------------------ | -------------------------- | ---------- |
| ワイリー・クーパー       | ダドリー・ムーア           | 安原義人   |
| T・M・ランドリー中尉     | エディ・マーフィ           | 江原正士   |
| ローラ・クーパー         | ケイト・キャプショー       | 高島雅羅   |
| スティーヴ・ロパリノ     | ジョージ・ズンザ           | 池田勝     |
| クレア・ルイス           | ヘレン・シェイヴァー       | 吉田理保子 |
| ハーヴィ・ブランク       | マーク・アーノット         | 二又一成   |
| フランク・ジョイナー社長 | ピーター・マイケル・ゴーツ | 筈見純     |
| フランク・ホルツマン     | トム・ヌーナン             |            |
| ジェフ                   | デヴィッド・ラッシュ       | 千田光男   |
| チーフ・エージェント     | ポール・コミ               | 仁内建之   |
| ザイアス軍曹             | ダリル・ヘンリケス         |            |
| FBIエージェント          | ジョエル・ポリス           | 田原アルノ |
| アリ                     | マシュー・ローレンス       |            |
| サイード                 | クリストファー・メイハー   | 牛山茂     |
| ガルシア・ヴェガ大佐     | エドゥアルド・リカルド     | 塚田正昭   |
| パディラ署長             | ウィリアム・マークェス     | 加藤正之   |
| モーガン・クーパー       | マイケル・スカレラ         | 神代知衣   |
| ソニー                   | レイ・バーク               |            |
| カーリー                 | デヴィッド・ペイマー       |            |

- 日本語吹替：テレビ放送版（DVD収録）

## スタッフ
- 監督：ウィラード・ハイク
- 脚本：グロリア・カッツ、ウィラード・ハイク
- 原作：ロバート・グロスバック 『Easy and Hard Ways Out』
- 製作：グロリア・カッツ
- 撮影監督：ドナルド・ピーターマン
- プロダクションデザイナー：ピーター・ジェイミソン
- 編集：シドニー・ウォリンスキー（英語版）
- 衣裳デザイン：クリスティ・ズィー
- 音楽：パトリック・ウィリアムズ
- キャスティング：ダイアン・クリッテンデン
- 日本語字幕：菊地浩司
- 吹替翻訳：たかしまちせこ
- 吹替演出：蕨南勝之